# Солдатське (Багратіоновський район)
Солдатське (рос. Солдатское) — селище Багратіоновського району, Калінінградської області Росії. Входить до складу Гвардійського сільського поселення.
Населення — 27 осіб (2015 рік).